# ۴۹۳ (پیش از میلاد)
۴۹۳ (پیش از میلاد) ۴۹۳مین سال قبل از تقویم میلادی است.